# نيل إف. جونسون
نيل إف. جونسون (بالإنجليزية: Neil F. Johnson)‏ هو فيزيائي بريطاني، ولد في 1961 في ساوثند أون سي في المملكة المتحدة.

## وصلات خارجية
- نيل إف. جونسون على موقع ميوزك برينز (الإنجليزية)